# Exaerete trochanterica
Exaerete trochanterica är en biart som först beskrevs av Heinrich Friese 1900.  Exaerete trochanterica ingår i släktet Exaerete, tribus orkidébin, och familjen långtungebin. Inga underarter finns listade.